# 圣埃尔南
圣埃尔南（法語：Saint-Hernin，法語發音：[sɛ̃.t‿ɛʁnɛ̃]）是法国菲尼斯泰尔省的一个市镇，属于沙托兰区。

## 地理
圣埃尔南（48°13'5"N, 3°38'5"W）面积29.29 平方千米，位于法国布列塔尼大區菲尼斯泰尔省，该省份为法国最西部的省份，位于布列塔尼半岛西部，北西南三面环大西洋，东临阿摩尔滨海省和莫尔比昂省。
与圣埃尔南接壤的市镇（或旧市镇、城区）包括：古兰、特雷奥冈、卡赖普卢盖尔、克莱当波埃尔、莫特雷夫、斯佩泽特。

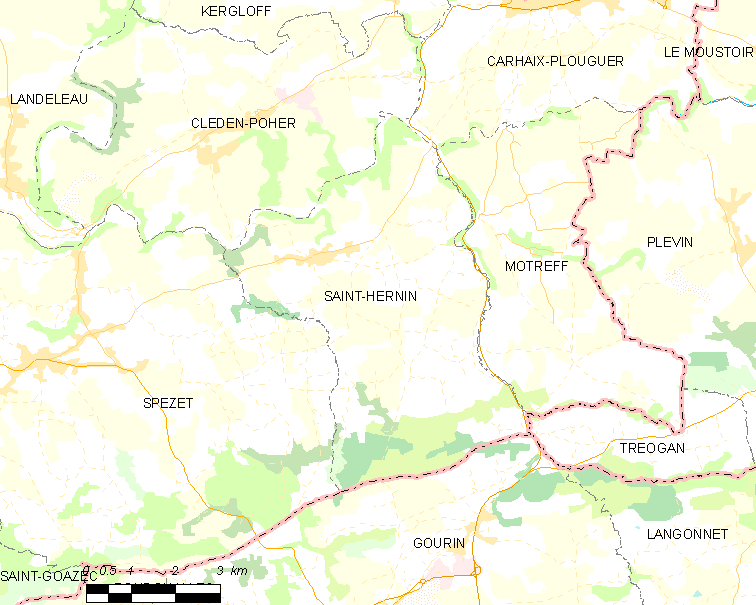
圣埃尔南的OSM定位图

圣埃尔南的时区为UTC+01:00、UTC+02:00（夏令时）。

## 行政
圣埃尔南的邮政编码为29270，INSEE市镇编码为29250。

## 政治
圣埃尔南所属的省级选区为卡赖普卢盖尔县。

## 人口

1962-2008年间圣埃尔南人口变化图示

圣埃尔南于2022年1月1日时的人口数量为735人。